# 山崎美和
山崎 美和（やまさき みわ、1974年8月6日 - ）は、気象予報士・元タレント。兵庫県姫路市出身。甲南大学経営学部卒業。
2006年7月から、気象予報士としてABCラジオの天気予報コーナー『トヨタ街かどお天気交差点』『ABC天気予報』に出演している。

## 人物・概要
大の野球好きで、特に北海道日本ハムファイターズのファン。
タレント・ラジオパーソナリティとして、『ABCミュージックパラダイス』（ABCラジオ）をはじめ関西地区のテレビ・ラジオ番組やCMに出演していた。旬の料理を食べたり季節の飾り付けをしたりするのが好きという理由から天気に興味を持ち、2003年に気象予報士資格を取得した。
朝日放送アナウンサー清水次郎と2006年12月9日に結婚した。2003年、ABCラジオ制作の全国高校野球選手権大会中継で山崎がアルプスリポーターを担当し、清水が実況を担当していたことが縁となった。

## 出演番組
（過去のものを含む）
- ABC天気予報（ABCラジオ）
  - 木曜日午後『桑原征平粋も甘いも』内（2009年7月9日-2009年10月1日）
  - 金曜日午後『なるみ・八方のごきげんさん!』内（2009年7月10日-2010年4月2日）
  - 金曜日午後『兵動大樹のほわ〜っとエエ感じ。』内（2010年4月9日-2010年8月28日）
- ABC天気予報（ABCテレビ）土曜日夕方（2010年4月-8月）
- トヨタ街かどお天気交差点（ABCラジオ、土曜日午後・日曜日担当）
  - 土曜日午後担当：2006年7月-2009年4月4日、日曜日担当：2006年10月-2009年4月5日
- 気象情報（NHK名古屋放送局、2006年9月、レギュラー担当者の夏休みに伴うピンチヒッター）
- ABCミュージックパラダイス（ABCラジオ、2001年10月-2006年3月）
- 高校野球アルプスリポーター（ABCラジオ、2003年8月　2004年8月）
- 恋占い〜恋に堕ちたあなたへ〜（ラジオ関西）
- ウォンテッド（毎日放送）
- 猛虎まるかじり（スカイ・A）
- 苺リリック（読売テレビ）
- ぶるるるぶびわこ（びわ湖放送）
- バイクボーイ（雑誌モデル）

## 関連人物
- 清水次郎
- 岩本計介 - 『ABCミュージックパラダイス』で共演